# Elisabetta Tona
Elisabetta Tona (Lecco, 22 gennaio 1984) è un'allenatrice di calcio ed ex calciatrice italiana, di ruolo difensore.
Ha fatto parte della rosa della nazionale italiana che ha partecipato ai campionati europei nel 2005 e nel 2009, vestendo la maglia azzurra della nazionale in 94 incontri e realizzando 12 reti.

## Carriera

### Club
Inizia in tenera età a praticare svariati giochi di squadra, dove riesce a mettersi in luce per le sue qualità atletiche. La svolta a favore del calcio avviene nel 1997, quando Elisabetta vince il torneo di Calcio a 5 dei Giochi della Gioventù con la rappresentativa della propria scuola media, allenata dal papà professore nella scuola stessa e successivamente entra nella squadra primavera della Fiammamonza. Con la Fiammamonza gioca diverse stagioni e grazie alle prestazioni offerte raggiunge anche la convocazione in nazionale maggiore.
Successivamente passa alla Torres Terra Sarda, squadra dove si consacra definitivamente come uno dei migliori difensori italiani e che le dà la possibilità di giocare per un breve periodo (da giugno 2007 ad agosto 2007) nella compagine statunitense dell'Indiana Football Club. Nel 2010 ha vinto il suo primo scudetto con la Torres con al braccio la fascia di capitano n. 5 ed il record di reti segnate per una giocatrice nel suo ruolo (12 gol in 22 partite giocate).
È una delle calciatrici italiane in attività con il palmarès tra i più ricchi: dal 1999 ad oggi ha vinto complessivamente 14 trofei (4 volte lo Scudetto, 4 la Coppa Italia e 6 volte la Supercoppa italiana).
Durante il calciomercato estivo 2015 ha trovato un accordo con la neoistituita Fiorentina Women's. Nella sezione femminile del principale club di Firenze contribuisce a giocare un campionato sempre al vertice della classifica, sfuggendo solo alla fine la zona di accesso alla Champions League. Al termine della stagione 2015-2016 lascia la società con un tabellino personale di 20 incontri disputati e 5 reti segnate in campionato.
Durante il calciomercato estivo 2016 sottoscrive un accordo con il neopromosso Chieti che le offre l'opportunità di continuare l'attività in Serie A per la stagione 2016-2017. La stagione si rivela difficile, con la squadra che non riesce a staccarsi dalla parte bassa della classifica e che al termine del campionato non riesce a evitare la retrocessione della società al suo primo anno nel livello di vertice del campionato italiano. Durante il campionato Tona scende in campo in 21 occasioni, siglando 3 reti che la renderanno la terza migliore marcatrice in maglia neroverde, alle quali si aggiungono l'unica presenza, dove marca anche una rete, nella partita del secondo turno di Coppa Italia e dove il Chieti elimina la Roma CF con un rotondo 6-0.
Nell'agosto 2017 Tona decide di affrontare una nuova avventura nel Florentia S.G., giovane società con sede a Firenze vincitrice della Serie C Toscana e impegnata a rafforzare un organico per puntare alle zone alte della classifica per il campionato di Serie B 2017-2018.
Nell'estate 2019, dopo una stagione in Serie A con le biancorosse fiorentine, si ritira dal calcio giocato e diventa allenatrice, iniziando come vice di Michele Ardito sulla panchina della stessa squadra toscana, nel frattempo trasferitasi a San Gimignano.

### Nazionale
Ha esordito con la nazionale italiana nel giugno del 2002 contro la Jugoslavia. Ha preso parte agli Europei 2005. È stata tra le maggiori artefici della qualificazione per gli Europei 2009, con ottime prestazioni tra le quali risalta la tripletta messa a segno contro l'Ungheria il 2 ottobre 2008 durante le qualificazioni all'Europeo di Finlandia 2009.

## Statistiche

### Cronologia presenze e reti in nazionale
| Cronologia completa delle presenze e delle reti in nazionale ― Italia | Cronologia completa delle presenze e delle reti in nazionale ― Italia | Cronologia completa delle presenze e delle reti in nazionale ― Italia | Cronologia completa delle presenze e delle reti in nazionale ― Italia | Cronologia completa delle presenze e delle reti in nazionale ― Italia | Cronologia completa delle presenze e delle reti in nazionale ― Italia | Cronologia completa delle presenze e delle reti in nazionale ― Italia | Cronologia completa delle presenze e delle reti in nazionale ― Italia |
| Data                                                                  | Città                                                                 | In casa                                                               | Risultato                                                             | Ospiti                                                                | Competizione                                                          | Reti                                                                  | Note                                                                  |
| --------------------------------------------------------------------- | --------------------------------------------------------------------- | --------------------------------------------------------------------- | --------------------------------------------------------------------- | --------------------------------------------------------------------- | --------------------------------------------------------------------- | --------------------------------------------------------------------- | --------------------------------------------------------------------- |
| 13-6-2002                                                             | Požarevac                                                             | Jugoslavia                                                            | 0 – 6                                                                 | Italia                                                                | Amichevole                                                            | -                                                                     | 46’                                                                   |
| 22-10-2003                                                            | Kansas City                                                           | Stati Uniti                                                           | 2 – 2                                                                 | Italia                                                                | Amichevole                                                            | -                                                                     |                                                                       |
| 21-1-2004                                                             | Atene                                                                 | Grecia                                                                | 0 – 3                                                                 | Italia                                                                | Amichevole                                                            | -                                                                     |                                                                       |
| 17-2-2004                                                             | Viareggio                                                             | Italia                                                                | 2 – 1                                                                 | Paesi Bassi                                                           | Amichevole                                                            | -                                                                     |                                                                       |
| 16-3-2004                                                             | Olhão                                                                 | Norvegia                                                              | 3 – 0                                                                 | Italia                                                                | Algarve Cup 2004                                                      | -                                                                     | 46’                                                                   |
| 18-3-2004                                                             | Lagos                                                                 | Italia                                                                | 2 – 1                                                                 | Finlandia                                                             | Algarve Cup 2004                                                      | -                                                                     | 87’                                                                   |
| 20-3-2004                                                             | Faro                                                                  | Francia                                                               | 3 – 3 dts (7 - 6 dtr)                                                 | Italia                                                                | Algarve Cup 2004 - Finale 3º posto                                    | -                                                                     |                                                                       |
| 31-3-2004                                                             | Bolzano                                                               | Italia                                                                | 0 – 1                                                                 | Germania                                                              | Amichevole                                                            | -                                                                     |                                                                       |
| 24-4-2004                                                             | Andria                                                                | Italia                                                                | 1 – 1                                                                 | Finlandia                                                             | Qual. Euro 2005                                                       | -                                                                     |                                                                       |
| 22-5-2004                                                             | Trapani                                                               | Italia                                                                | 0 – 0                                                                 | Svizzera                                                              | Qual. Euro 2005                                                       | -                                                                     |                                                                       |
| 26-6-2004                                                             | Benevento                                                             | Italia                                                                | 2 – 1                                                                 | Svezia                                                                | Qual. Euro 2005                                                       | -                                                                     |                                                                       |
| 13-4-2005                                                             | Genova                                                                | Italia                                                                | 1 – 0                                                                 | Danimarca                                                             | Amichevole                                                            | -                                                                     |                                                                       |
| 18-5-2005                                                             | Venezia                                                               | Italia                                                                | 2 – 0                                                                 | Irlanda                                                               | Amichevole                                                            | -                                                                     | 83’                                                                   |
| 6-6-2005                                                              | Preston                                                               | Francia                                                               | 3 – 1                                                                 | Italia                                                                | Euro 2005 - Fase a gironi                                             | -                                                                     |                                                                       |
| 9-6-2005                                                              | Preston                                                               | Italia                                                                | 0 – 4                                                                 | Germania                                                              | Euro 2005 - Fase a gironi                                             | -                                                                     |                                                                       |
| 12-6-2005                                                             | Preston                                                               | Norvegia                                                              | 5 – 3                                                                 | Italia                                                                | Euro 2005 - Fase a gironi                                             | -                                                                     |                                                                       |
| 7-9-2005                                                              | Zwolle                                                                | Paesi Bassi                                                           | 0 – 2                                                                 | Italia                                                                | Amichevole                                                            | -                                                                     |                                                                       |
| 24-9-2005                                                             | Monza                                                                 | Italia                                                                | 3 – 1                                                                 | Ucraina                                                               | Qual. Mondiali 2007                                                   | -                                                                     |                                                                       |
| 29-10-2005                                                            | Bergen                                                                | Norvegia                                                              | 1 – 0                                                                 | Italia                                                                | Qual. Mondiali 2007                                                   | -                                                                     |                                                                       |
| 2-11-2005                                                             | Sesto al Reghena                                                      | Italia                                                                | 6 – 0                                                                 | Serbia e Montenegro                                                   | Qual. Mondiali 2007                                                   | -                                                                     |                                                                       |
| 8-3-2006                                                              | Isernia                                                               | Italia                                                                | 4 – 0                                                                 | Scozia                                                                | Amichevole                                                            | 2                                                                     | 68’                                                                   |
| 12-3-2006                                                             | Venafro                                                               | Italia                                                                | 1 – 0                                                                 | Giappone                                                              | Amichevole                                                            | -                                                                     |                                                                       |
| 29-3-2006                                                             | Aversa                                                                | Italia                                                                | 2 – 0                                                                 | Grecia                                                                | Amichevole                                                            | -                                                                     |                                                                       |
| 22-4-2006                                                             | Atene                                                                 | Grecia                                                                | 0 – 5                                                                 | Italia                                                                | Qual. Mondiali 2007                                                   | -                                                                     |                                                                       |
| 17-6-2006                                                             | Mariupol'                                                             | Ucraina                                                               | 2 – 1                                                                 | Italia                                                                | Qual. Mondiali 2007                                                   | -                                                                     |                                                                       |
| 21-6-2006                                                             | Belgrado                                                              | Serbia e Montenegro                                                   | 0 – 7                                                                 | Italia                                                                | Qual. Mondiali 2007                                                   | -                                                                     |                                                                       |
| 25-6-2006                                                             | Toronto                                                               | Canada                                                                | 2 – 1                                                                 | Italia                                                                | Amichevole                                                            | -                                                                     |                                                                       |
| 9-9-2006                                                              | Dublino                                                               | Irlanda                                                               | 0 – 1                                                                 | Italia                                                                | Amichevole                                                            | -                                                                     |                                                                       |
| 23-9-2006                                                             | Rimini                                                                | Italia                                                                | 1 – 2                                                                 | Norvegia                                                              | Qual. Mondiali 2007                                                   | -                                                                     |                                                                       |
| 30-10-2006                                                            | Masan                                                                 | Brasile                                                               | 1 – 1                                                                 | Italia                                                                | Coppa della Regina della Pace 2006                                    | -                                                                     |                                                                       |
| 1-11-2006                                                             | Changwon                                                              | Corea del Sud                                                         | 1 – 2                                                                 | Italia                                                                | Coppa della Regina della Pace 2006                                    | -                                                                     |                                                                       |
| 21-2-2007                                                             | Almere                                                                | Paesi Bassi                                                           | 2 – 0                                                                 | Italia                                                                | Amichevole                                                            | -                                                                     |                                                                       |
| 7-3-2007                                                              | Lagos                                                                 | Islanda                                                               | 1 – 2                                                                 | Italia                                                                | Algarve Cup 2007                                                      | -                                                                     |                                                                       |
| 9-3-2007                                                              | Lagos                                                                 | Portogallo                                                            | 0 – 1                                                                 | Italia                                                                | Algarve Cup 2007                                                      | -                                                                     |                                                                       |
| 12-3-2007                                                             | Silves                                                                | Italia                                                                | 4 – 1                                                                 | Irlanda                                                               | Algarve Cup 2007                                                      | -                                                                     | 86’                                                                   |
| 14-3-2007                                                             | Olhão                                                                 | Italia                                                                | 1 – 0                                                                 | Germania                                                              | Algarve Cup 2007 - Finale 7º posto                                    | -                                                                     |                                                                       |
| 6-4-2007                                                              | Perth                                                                 | Scozia                                                                | 2 – 1                                                                 | Italia                                                                | Amichevole                                                            | -                                                                     |                                                                       |
| 5-5-2007                                                              | Trento                                                                | Italia                                                                | 0 – 2                                                                 | Svezia                                                                | Qual. Euro 2009                                                       | -                                                                     |                                                                       |
| 30-5-2007                                                             | Dublino                                                               | Irlanda                                                               | 1 – 2                                                                 | Italia                                                                | Qual. Euro 2009                                                       | -                                                                     |                                                                       |
| 27-10-2007                                                            | Bük                                                                   | Ungheria                                                              | 1 – 3                                                                 | Italia                                                                | Qual. Euro 2009                                                       | -                                                                     |                                                                       |
| 31-10-2007                                                            | Noceto                                                                | Italia                                                                | 5 – 0                                                                 | Romania                                                               | Qual. Euro 2009                                                       | -                                                                     |                                                                       |
| 30-1-2008                                                             | Martigues                                                             | Francia                                                               | 1 – 0                                                                 | Italia                                                                | Amichevole                                                            | -                                                                     |                                                                       |
| 16-2-2008                                                             | Villacidro                                                            | Italia                                                                | 4 – 1                                                                 | Irlanda                                                               | Qual. Euro 2009                                                       | -                                                                     |                                                                       |
| 2-10-2008                                                             | Montereale Valcellina                                                 | Italia                                                                | 3 – 0                                                                 | Ungheria                                                              | Qual. Euro 2009                                                       | 3                                                                     |                                                                       |
| 25-10-2008                                                            | Praga                                                                 | Rep. Ceca                                                             | 0 – 1                                                                 | Italia                                                                | Qual. Euro 2009 - Play-off                                            | -                                                                     |                                                                       |
| 29-10-2008                                                            | Gubbio                                                                | Italia                                                                | 2 – 1                                                                 | Rep. Ceca                                                             | Qual. Euro 2009 - Play-off                                            | -                                                                     |                                                                       |
| 31-1-2009                                                             | Sydney                                                                | Australia                                                             | 2 – 2                                                                 | Italia                                                                | Amichevole                                                            | -                                                                     |                                                                       |
| 7-2-2009                                                              | Canberra                                                              | Australia                                                             | 1 – 5                                                                 | Italia                                                                | Amichevole                                                            | -                                                                     |                                                                       |
| 8-4-2009                                                              | Kilmarnock                                                            | Scozia                                                                | 1 – 4                                                                 | Italia                                                                | Amichevole                                                            | -                                                                     |                                                                       |
| 25-8-2009                                                             | Lahti                                                                 | Inghilterra                                                           | 1 – 2                                                                 | Italia                                                                | Euro 2009 - Fase a gironi                                             | -                                                                     |                                                                       |
| 28-8-2009                                                             | Turku                                                                 | Italia                                                                | 0 – 2                                                                 | Svezia                                                                | Euro 2009 - Fase a gironi                                             | -                                                                     |                                                                       |
| 31-8-2009                                                             | Helsinki                                                              | Russia                                                                | 0 – 2                                                                 | Italia                                                                | Euro 2009 - Fase a gironi                                             | -                                                                     |                                                                       |
| 4-9-2009                                                              | Lahti                                                                 | Germania                                                              | 2 – 1                                                                 | Italia                                                                | Euro 2009 - Quarti di finale                                          | -                                                                     |                                                                       |
| 24-10-2009                                                            | Erevan                                                                | Armenia                                                               | 0 – 8                                                                 | Italia                                                                | Qual. Mondiali 2011                                                   | 1                                                                     |                                                                       |
| 25-11-2009                                                            | Francavilla al Mare                                                   | Italia                                                                | 7 – 0                                                                 | Armenia                                                               | Qual. Mondiali 2011                                                   | 1                                                                     |                                                                       |
| 24-2-2010                                                             | Nicosia                                                               | Nuova Zelanda                                                         | 1 – 0                                                                 | Italia                                                                | Cyprus Cup 2010                                                       | -                                                                     |                                                                       |
| 26-2-2010                                                             | Larnaca                                                               | Italia                                                                | 2 – 0                                                                 | Scozia                                                                | Cyprus Cup 2010                                                       | -                                                                     |                                                                       |
| 1-3-2010                                                              | Nicosia                                                               | Italia                                                                | 1 – 1                                                                 | Paesi Bassi                                                           | Cyprus Cup 2010                                                       | -                                                                     |                                                                       |
| 27-3-2010                                                             | Tocha                                                                 | Portogallo                                                            | 1 – 3                                                                 | Italia                                                                | Qual. Mondiali 2011                                                   | 1                                                                     |                                                                       |
| 31-3-2010                                                             | Ascoli Piceno                                                         | Italia                                                                | 1 – 1                                                                 | Finlandia                                                             | Qual. Mondiali 2011                                                   | -                                                                     |                                                                       |
| 19-5-2010                                                             | Stettino                                                              | Polonia                                                               | 1 – 5                                                                 | Italia                                                                | Amichevole                                                            | -                                                                     | 58’                                                                   |
| 19-6-2010                                                             | Montereale Valcellina                                                 | Italia                                                                | 6 – 0                                                                 | Slovenia                                                              | Qual. Mondiali 2011                                                   | -                                                                     |                                                                       |
| 23-6-2010                                                             | Vantaa                                                                | Finlandia                                                             | 1 – 3                                                                 | Italia                                                                | Qual. Mondiali 2011                                                   | -                                                                     |                                                                       |
| 11-9-2010                                                             | Besançon                                                              | Francia                                                               | 0 – 0                                                                 | Italia                                                                | Qual. Mondiali 2011 - Play-off                                        | -                                                                     |                                                                       |
| 15-9-2010                                                             | Gubbio                                                                | Italia                                                                | 2 – 3                                                                 | Francia                                                               | Qual. Mondiali 2011 - Play-off                                        | -                                                                     |                                                                       |
| 2-10-2010                                                             | Černihiv                                                              | Ucraina                                                               | 0 – 3                                                                 | Italia                                                                | Qual. Mondiali 2011 - Play-off                                        | -                                                                     |                                                                       |
| 6-10-2010                                                             | Latina                                                                | Italia                                                                | 0 – 0                                                                 | Ucraina                                                               | Qual. Mondiali 2011 - Play-off                                        | -                                                                     |                                                                       |
| 23-10-2010                                                            | Treviso                                                               | Italia                                                                | 1 – 0                                                                 | Svizzera                                                              | Qual. Mondiali 2011 - Play-off                                        | -                                                                     |                                                                       |
| 27-10-2010                                                            | Aarau                                                                 | Svizzera                                                              | 2 – 4                                                                 | Italia                                                                | Qual. Mondiali 2011 - Play-off                                        | 1                                                                     |                                                                       |
| 20-11-2010                                                            | Padova                                                                | Italia                                                                | 0 – 1                                                                 | Stati Uniti                                                           | Qual. Mondiali 2011 - Play-off UEFA-CONCACAF                          | -                                                                     |                                                                       |
| 27-11-2010                                                            | Bridgeview                                                            | Stati Uniti                                                           | 1 – 0                                                                 | Italia                                                                | Qual. Mondiali 2011 - Play-off UEFA-CONCACAF                          | -                                                                     |                                                                       |
| 2-3-2011                                                              | Larnaca                                                               | Inghilterra                                                           | 2 – 0                                                                 | Italia                                                                | Cyprus Cup 2011                                                       | -                                                                     |                                                                       |
| 4-3-2011                                                              | Nicosia                                                               | Italia                                                                | 0 – 1                                                                 | Canada                                                                | Cyprus Cup 2011                                                       | -                                                                     |                                                                       |
| 7-3-2011                                                              | Larnaca                                                               | Scozia                                                                | 0 – 0                                                                 | Italia                                                                | Cyprus Cup 2011                                                       | -                                                                     |                                                                       |
| 3-6-2011                                                              | Osnabrück                                                             | Germania                                                              | 5 – 0                                                                 | Italia                                                                | Amichevole                                                            | -                                                                     |                                                                       |
| 17-9-2011                                                             | Sarajevo                                                              | Bosnia ed Erzegovina                                                  | 0 – 1                                                                 | Italia                                                                | Qual. Euro 2013                                                       | -                                                                     |                                                                       |
| 22-10-2011                                                            | Prilep                                                                | Macedonia                                                             | 0 – 9                                                                 | Italia                                                                | Qual. Euro 2013                                                       | -                                                                     |                                                                       |
| 26-10-2011                                                            | Treviso                                                               | Italia                                                                | 2 – 0                                                                 | Russia                                                                | Qual. Euro 2013                                                       | -                                                                     |                                                                       |
| 19-11-2011                                                            | Pruszków                                                              | Polonia                                                               | 0 – 5                                                                 | Italia                                                                | Qual. Euro 2013                                                       | -                                                                     |                                                                       |
| 23-11-2011                                                            | Trani                                                                 | Italia                                                                | 2 – 0                                                                 | Grecia                                                                | Qual. Euro 2013                                                       | -                                                                     |                                                                       |
| 8-12-2011                                                             | San Paolo                                                             | Brasile                                                               | 5 – 1                                                                 | Italia                                                                | Torneio Internacional 2011                                            | 1                                                                     |                                                                       |
| 11-12-2011                                                            | San Paolo                                                             | Italia                                                                | 2 – 2                                                                 | Danimarca                                                             | Torneio Internacional 2011                                            | -                                                                     |                                                                       |
| 18-12-2011                                                            | San Paolo                                                             | Italia                                                                | 6 – 0                                                                 | Cile                                                                  | Torneio Internacional 2011                                            | -                                                                     |                                                                       |
| 28-2-2012                                                             | Larnaca                                                               | Paesi Bassi                                                           | 2 – 1                                                                 | Italia                                                                | Cyprus Cup 2012                                                       | -                                                                     |                                                                       |
| 1-3-2012                                                              | Nicosia                                                               | Italia                                                                | 1 – 2                                                                 | Canada                                                                | Cyprus Cup 2012                                                       | -                                                                     |                                                                       |
| 6-3-2012                                                              | Paralimni                                                             | Italia                                                                | 3 – 1                                                                 | Inghilterra                                                           | Cyprus Cup 2012 - Finale 3º posto                                     | -                                                                     |                                                                       |
| 31-3-2012                                                             | Ferrara                                                               | Italia                                                                | 4 – 0                                                                 | Bosnia ed Erzegovina                                                  | Qual. Euro 2013                                                       | -                                                                     |                                                                       |
| 4-4-2012                                                              | Podol'sk                                                              | Russia                                                                | 0 – 2                                                                 | Italia                                                                | Qual. Euro 2013                                                       | -                                                                     |                                                                       |
| 16-6-2012                                                             | Torino                                                                | Italia                                                                | 9 – 0                                                                 | Macedonia                                                             | Qual. Euro 2013                                                       | 1                                                                     |                                                                       |
| 16-9-2012                                                             | San Benedetto del Tronto                                              | Italia                                                                | 1 – 0                                                                 | Polonia                                                               | Qual. Euro 2013                                                       | -                                                                     |                                                                       |
| 6-3-2013                                                              | Nicosia                                                               | Inghilterra                                                           | 4 – 2                                                                 | Italia                                                                | Cyprus Cup 2013                                                       | -                                                                     |                                                                       |
| 11-3-2013                                                             | Larnaca                                                               | Scozia                                                                | 2 – 1                                                                 | Italia                                                                | Cyprus Cup 2013                                                       | -                                                                     |                                                                       |
| 13-3-2013                                                             | Larnaca                                                               | Corea del Sud                                                         | 0 – 1                                                                 | Italia                                                                | Cyprus Cup 2013 - Finale 9º posto                                     | -                                                                     | 60’                                                                   |
| 7-4-2013                                                              | Sankt Veit an der Glan                                                | Austria                                                               | 1 – 3                                                                 | Italia                                                                | Amichevole                                                            | 1                                                                     | 60’                                                                   |
| Totale                                                                |                                                                       | Presenze                                                              | 94                                                                    |                                                                       | Reti                                                                  | 12                                                                    |                                                                       |

## Palmarès

### Club

#### Competizioni nazionali
- Campionato italiano: 4

Torres: 2009-2010, 2010-2011, 2011-2012, 2012-2013
- Coppa Italia: 4

Torres: 2003-2004, 2004-2005, 2007-2008, 2010-2011
- Supercoppa italiana: 6

Torres: 2004, 2009, 2010, 2011, 2012, 2013
- Campionato italiano di Serie B: 1

Florentia: 2017-2018